# Auntie Anne's
A Auntie Anne's é uma cadeia americana de lojas de pretzel fundada por Anne F. Beiler e seu marido, Jonas, em 1988. A Auntie Anne's serve produtos como pretzels, molhos e bebidas. Eles também oferecem Pretzels & More Homemade Baking Mix para aqueles que querem fazer seus pretzels em casa. A cadeia tem mais de 1.200 lojas em vários locais, como shoppings e outlets, bem como espaços de varejo não tradicionais, incluindo universidades, áreas de estacionamento/descanso, aeroportos, estações de trem, praças de viagem, parques de diversões e bases militares. Seu slogan, desde 2010, é “Pretzel Perfect”.

## História
A cadeia começou como uma barraca de mercado no Farmer's Market de Downingtown, Pensilvânia, em 1988. Um segundo local foi aberto em Harrisburg, Pensilvânia, no Broad Street Market, em 1988, antes de ser franqueado. A franquia começou quando uma loja foi aberta no Saturday's Market em Middletown, Pensilvânia. A Auntie Anne's comemorou a abertura de sua 100ª loja no Granite Run Mall, em Media, Pensilvânia, em 1992. Em 1995, a primeira loja em uma estação de trem foi aberta na Penn Station, em Nova Iorque. Esse ano também trouxe a abertura da primeira loja internacional da Auntie Anne's em Jacarta, Indonésia.
Em outubro de 2006, foi anunciado que a sede corporativa da Auntie Anne's seria transferida da cidade de Gap, Pensilvânia, para o centro de Lancaster. O antigo local da agência dos correios de Lancaster foi comprado e recebeu pequenas reformas por cerca de US$ 7 milhões pela Auntie Anne's, Inc.. Construído em 1927, o prédio de três andares ocupa uma área de aproximadamente 6.100 m². O edifício mantém as características originais da década de 1920, como portas de latão, tetos altos e claraboias. O Lancaster Post Office foi incluído no Registro Nacional de Lugares Históricos em 1982.
Em novembro de 2010, a franqueadora de Atlanta Focus Brands (agora conhecida como GoTo Foods), uma empresa do portfólio da empresa de capital privado Roark Capital, adquiriu a Auntie Anne's. William P. Dunn Jr. foi o presidente da empresa e seu diretor de operações de 2013 a 2015. Heather Leed Neary se tornou a presidente da empresa em 2015.

## Locais internacionais
A Auntie Anne's agora tem mais de 600 localidades internacionais, incluindo muitas na Europa, especialmente no Reino Unido. As localidades na Ásia incluem Brunei, Camboja, Índia, Indonésia, Malásia, Filipinas, Egito, Arábia Saudita, Coreia do Sul, Singapura, Taiwan, Tailândia e Vietnã, enquanto nas Américas há localidades na Costa Rica e em Trinidad e Tobago. Há planos para abrir lojas na China.
Nos mercados estrangeiros, os restaurantes fizeram alterações significativas para coexistir com as sensibilidades locais, incluindo a mudança de receitas para se adequar ao halal na Malásia.

## Na cultura popular
A autobiografia de Anne Beiler, “Twist Of Faith: The Story of Anne Beiler, Founder of Auntie Anne's Pretzels” está sendo adaptada para um filme biográfico, produzido pela Called Higher Studios e escrito por Mark Charran e Beth Goldberg.